# اتحادیه خشرا
اتحادیه خشرا (به لاتین: Kheshra Union) یک منطقهٔ مسکونی در بنگلادش است که در Tala Upazila واقع شده‌است.